# Джеръми Рифкин
Джеръми Рифкин (на английски: Jeremy Rifkin) е американски икономист и социолог, писател, политически съветник и активист. Рифкин е президент на „Фондацията за икономически тенденции“ (Foundation on Economic Trends) и автор на 20 книги за въздействието на технологията и науката върху икономиката, обществото и околната среда. Неговите книги са преведени на повече от 35 езика и се използват в стотици университети, корпорации и държавни агенции по света. Негови скорошни бестселъри са: The Zero Marginal Cost Society (2014), Третата индустриална революция, The Empathic Civilization (2010), Европейската мечта, Водородната икономика (2002), Епохата на достъпа (2000), The Biotech Century (1998) и Епохата на работата (1995).
Рифкин е президент на TIR Consulting Group LLC, който съветва национални правителства и региони за разработване на планове за развитие в „третата индустриална революция“, както в своите трудове Рифкин нарича дигитализирането на промишлеността. Той също така е и основател и председател на Third Industrial Revolution Global CEO Business Round Table, организация съставена от водещите световни компании за възобновяема енергия, строителни и архитектурни компании, фирми за недвижими имоти, ИТ компании, както и транспортни и логистични компании. Екипът за икономическото развитие на Рифкин е най-големият по рода си и работи с градове, с региони, както и с националните правителства за разработването на генерални планове за преход на икономиките им към инфраструктурата на промишлеността от „третата индустриална революция“.
От 1994 г. Джеръми Рифкин е старши преподавател в бизнес факултета Лартън към Пенсилванския университет. Рифкин обучава изпълнителни директори и висшето ръководство на компании на това как да постигнат икономическа стабилност в бизнес делата си

## Биография

### Произход и образование
Джеръми Рифкин е роден в Денвър, щата Колорадо, в семейството на Вивет Равел Рифкин, дъщеря на руски емигранти в Тексас, и Милтън Рифкин, собственик на манифактура за пластмасови торбички. Джеръми Рифкин израства в югозападен Чикаго. При завършването той е председател на випуска във факултета Лартън в Пенсилванския университет и носител на наградата за приноси на Асоциацията на възпитаниците на университета. През 1966 г. Джеръми Рифкин участва в протест срещу Войната във Виетнам. През 1973 г. вече е организатор на протест срещу петролните компании, а поводът е поскъпването на горивата.

### Кариера
През 1977 г. Джеръми Рифкин и Тед Хауърд основават Фондация за икономически тенденции (Foundation on Economic Trends), която разглежда въпроси свързани с националните и международни въпроси относно околната среда, икономиката и промените в климата. Фондацията изследва нови тенденции и тяхното въздействие върху околната среда, икономиката, културата и обществото. Също така фондацията се занимава със съдебни спорове, обществено образование, изграждане на коалиции и масовия организиране на дейности, за да преминете на целите си. Рифкин се превръща в един от първите големи критици на зараждащата биотехнологична промишленост с публикуването на книгата си от 1977 г., Who Should Play God?
През 1988 г. Рифкин събра учени и природозащитници от 35 нации във Вашингтон за първи заседание на Global Greenhouse Network. През същата година, Рифкин прави поредица от лекции в Холивуд за глобалното затопляне и връзката между екологичните въпроси и киното, телевизията и музикалната индустрия, с цел привличане на холивудската общност в организирането на кампания. Скоро след това се създават две холивудски екологични организации – Earth Communications Office (ECO) and Environmental Media Association.
През 1992 г. Рифкин организира Beyond Beef Campaign, коалиция от шест екологични групи, включително Greenpeace, Rainforest Action Network и Public Citizen, с цел насърчаване намаляването на консумацията на говеждо месо с 50%, с аргументацията, че кравите постоянно отделят метан – парников газ, който е от 23 до 50 пъти по-силен от въглеродния диоксид.
През 1998 г. излиза книгата на Рифкин „The Biotech Century“. Книгата е насочена към проблемите, свързани с новата ера на генетичната търговия.
След издаването на „Водородната икономика“, през 2002 г. Рифкин работи както в САЩ, така и в Европа за политическата кауза за ползването на водорода като енергиен източник. В САЩ Рифкин е в основата на създаването на the Green Hydrogen Coalition, коалиция, състояща се от тринадесет екологични и политически организации, решени да изградят икономика, основана на водорода като енергиен източник. С книгата си от 2005 г. „Европейската мечта“ Рифкин печели германска литературна наградата (Corine International Book Prize) за икономическа книга на годината.
Рифкин е главният архитект на дългосрочния икономически план наречен Третата индустриална революция (The Third Industrial Revolution). Това е план за справяне с основните предизвикателства пред световната икономика – икономическата криза, енергийната сигурност и климатичните промени. Планът, наречен The Third Industrial Revolution, е официално приет от Европейския парламент през 2007 г.
През 2011 г. Рифкин издава и книгата, озаглавена The Third Industrial Revolution; How Lateral Power is Transforming Energy, the Economy, and the World. Книгата става бестселър с преводи на 19 езика. До 2013 г. са отпечатани 500 хиляди екземпляра само в Китай.
Идеите и визиите за икономическо развитие от плана на Рифкин The Third Industrial Revolution, са възприети, одобрени и адмирирани от мнозина световни политически лидери и организации. Сред тях са Организацията на ООН за промишлено развитие, президента на Северна Корея за периода 2008 – 2013 година Лий Мюнг-бак, Европейския съюз в лицето на Жозе Мануел Барозо, премиера на Китай Ли Къцян.
Джеръми Рифкин е съветник към Европейския съюз през изминалото десетилетие. Рифкин също така съветва президента на Франция Никола Саркози, канцлерът на Германия Ангела Меркел, премиера на Португалия Жозе Сократиш, министър-председател на Испания Хосе Луис Родригес Сапатеро, както и министър-председателя на Словения за периода 2012-2013 година Янез Янша, по въпроси, свързани с икономиката, изменението на климата и енергийната сигурност.
Рифки е отличен с титлата доктор хонорис кауза на Университета Хуселт в Белгия през пролетта на 2015 г. и на Лиежкия университет през есента на 2015 г.